# Campeonato Europeu de Futsal de 2014
O Campeonato Europeu de Futsal de 2014 foi a 9ª edição do torneio organizado pela UEFA, disputado na Bélgica entre os dias 28 de janeiro e 8 de fevereiro. 12 equipes disputaram o título, destas, 11 se classificaram na fase preliminar enquanto a Bélgica classificou-se automaticamente por serem os anfitriões. O campeonato foi disputado na Capital Europeia do Desporto de 2014, Antuérpia.
Na final, a Itália conquistou o título ao bater na final a Rússia por 3-1, acabando com o domínio da Espanha.

## Sede
Três países tinham feito propostas para sediar o Campeonato 2014: Bélgica, Eslovénia e Lituânia. A decisão final foi tomada na reunião do Comité Executivo da UEFA, em Veneza, Itália, no dia 8 de dezembro de 2011. A Bélgica foi eleita como país anfitrião.

## Locais dos jogos
| Fase Final                     | Fase de Grupos                |
| ------------------------------ | ----------------------------- |
| Sportpaleis Capacidade: 15,089 | Lotto Arena Capacidade: 5,218 |
|                                |                               |

## Qualificação
O sorteio da qualificação foi realizado em Nyon, Suíça, em 4 de dezembro de 2012.

### Participantes
| País            | Apurado como          | Aparições anteriores no torneio                    |
| --------------- | --------------------- | -------------------------------------------------- |
| Bélgica         | Anfitrião             | 4 (1996, 1999, 2003, 2010)                         |
| Itália          | Vencedor do Grupo 1   | 8 (1996, 1999, 2001, 2003, 2005, 2007, 2010, 2012) |
| Azerbaijão      | Vencedor do Grupo 2   | 2 (2010, 2012)                                     |
| Rússia          | Vencedor do Grupo 3   | 8 (1996, 1999,2001, 2003, 2005, 2007, 2010, 2012)  |
| Espanha         | Vencedor do Grupo 4   | 8 (1996, 1999,2001, 2003,2005, 2007, 2010, 2012)   |
| Portugal        | Vencedor do Grupo 5   | 6 (1999, 2003, 2005, 2007, 2010, 2012)             |
| República Checa | Vencedor do Grupo 6   | 6 (2001, 2003, 2005, 2007, 2010, 2012)             |
| Eslovênia       | Vencedor do Grupo 7   | 3 (2003, 2010, 2012)                               |
| Ucrânia         | Vencedor dos Playoffs | 7 (1996, 2001, 2003, 2005, 2007, 2010, 2012)       |
| Romênia         | Vencedor dos Playoffs | 2 (2007, 2012)                                     |
| Países Baixos   | Vencedor dos Playoffs | 4 (1996, 1999, 2001, 2005)                         |
| Croácia         | Vencedor dos Playoffs | 3 (1999, 2001, 2012)                               |

## Sorteio
O sorteio foi realizado a 4 de Outubro de 2013, na cidade belga de Antuérpia.
| Pote 1                                                    | Pote 2                                      | Pote 3                                  |
| --------------------------------------------------------- | ------------------------------------------- | --------------------------------------- |
| Bélgica (Anfitrião) Espanha (Atual campeão) Itália Rússia | Portugal Ucrânia República Checa Azerbaijão | Croácia Romênia Eslovênia Países Baixos |

## Fase de grupos
Todo os jogos no fuso horário CET.

### Grupo A
| Pos | Seleção | Pts | J | V | E | D | GP | GC | SG |
| --- | ------- | --- | - | - | - | - | -- | -- | -- |
| 1º  | Ucrânia | 4   | 2 | 1 | 1 | 0 | 1  | 0  | +1 |
| 2º  | Romênia | 3   | 2 | 1 | 0 | 1 | 6  | 2  | +4 |
| 3º  | Bélgica | 1   | 2 | 0 | 1 | 1 | 1  | 6  | −5 |

| 28 Janeiro 2014 | Bélgica   | 1 – 6  | Romênia                                                                       | Lotto Arena, Antuérpia             |
| 21:00           | Rahou 23' | Report | Răducu 3' · Matei 14' · Lupu 22' · Șotărcă 32' · Iancu 35' · Salhi 39' (o.g.) | Árbitro: Alessandro Malfer, Itália |

| 30 Janeiro 2014 | Romênia | 0 – 1  | Ucrânia              | Lotto Arena, Antuérpia                 |
| 18:30           |         | Report | Dmytro Sorokin 17' · | Árbitro: Ondřej Černý, República Checa |

| 1 Fevereiro 2014 | Ucrânia | 0 – 0  | Bélgica | Lotto Arena, Antuérpia       |
| 20:45            |         | Report |         | Árbitro: Saša Tomić, Croácia |

### Grupo B
| Pos | Seleção       | Pts | J | V | E | D | GP | GC | SG  |
| --- | ------------- | --- | - | - | - | - | -- | -- | --- |
| 1º  | Rússia        | 4   | 2 | 1 | 1 | 0 | 11 | 5  | +6  |
| 2º  | Portugal      | 4   | 2 | 1 | 1 | 0 | 9  | 4  | +5  |
| 3º  | Países Baixos | 0   | 2 | 0 | 0 | 2 | 1  | 12 | −11 |

| 28 Janeiro 2014 | Rússia                                                                       | 7 – 1  | Países Baixos | Lotto Arena, Antuérpia                         |
| 18:30           | Cirilo 4', 12' · Lyskov 10' · Eder Lima 15', 35' · Sergeev 21' · Robinho 23' | Report | Attaibi 28'   | Árbitro: Fernando Gutiérrez Lumbreras, Espanha |

| 30 Janeiro 2014 | Países Baixos | 0 - 5  | Portugal                                                                | Lotto Arena, Antuérpia       |
| 20:45           |               | Report | João Matos 6' · Joel Queirós 13' · Cardinal 36' · Bruno Coelho 38', 39' | Árbitro: Saša Tomić, Croácia |

| 1 Fevereiro 2014 | Portugal                                                                  | 4 - 4  | Rússia                                            | Lotto Arena, Antuérpia          |
| 18:30            | Ricardinho 23' · Gonçalo Alves 29' · Fukin 32' (o.g.) · Gonçalo Alves 34' | Report | Abramov 23' · Pereverzev 24' · Eder Lima 30', 35' | Árbitro: Timo Onatsu, Finlândia |

### Grupo C
| Pos | Seleção    | Pts | J | V | E | D | GP | GC | SG |
| --- | ---------- | --- | - | - | - | - | -- | -- | -- |
| 1º  | Itália     | 3   | 2 | 1 | 0 | 1 | 9  | 3  | +6 |
| 2º  | Eslovênia  | 3   | 2 | 1 | 0 | 1 | 9  | 9  | 0  |
| 3º  | Azerbaijão | 3   | 2 | 1 | 0 | 1 | 7  | 13 | –6 |

| 29 Janeiro 2014 | Itália                 | 2–3    | Eslovênia                              | Lotto Arena, Antuérpia        |
| 20:45           | Fortino 24' · Saad 40' | Report | Vrhovec 11' · Čujec 26' · Osredkar 39' | Árbitro: Oleg Ivanov, Ucrânia |

| 31 Janeiro 2014 | Eslovênia                                                  | 6 - 7  | Azerbaijão                                                                        | Lotto Arena, Antuérpia                      |
| 20:45           | Vrhovec 1', 19', 29' · Čujec 17' · Kroflič 25' · Fetič 36' | Report | Amadeu 0.26' · Rafael 24', 38' · Borisov 29' · Augusto 31' · Felipe 35' · Edu 39' | Árbitro: Eduardo Fernandes Coelho, Portugal |

| 2 Fevereiro 2014 | Azerbaijão | 0 - 7  | Itália                                                                                                | Lotto Arena, Antuérpia            |
| 18:30            |            | Report | Romano 1' · Fortino 3' · Honorio 15' · Vampeta 24' · Gabriel Lima 26' · Mammarella 30' · Miarelli 39' | Árbitro: Marc Birkett, Inglaterra |

### Grupo D
| Pos | Seleção         | Pts | J | V | E | D | GP | GC | SG |
| --- | --------------- | --- | - | - | - | - | -- | -- | -- |
| 1º  | Espanha         | 4   | 1 | 1 | 1 | 0 | 11 | 4  | +7 |
| 2º  | Croácia         | 2   | 2 | 0 | 2 | 0 | 6  | 6  | 0  |
| 3º  | República Checa | 1   | 2 | 0 | 1 | 1 | 4  | 11 | -7 |

| 29 Janeiro 2014 | Espanha                    | 3 – 3  | Croácia                              | Lotto Arena, Antuérpia         |
| 18:30           | Aicardo 16' · Lin 27', 28' | Report | Babić 10' · Jelovčić 18' · Capar 38' | Árbitro: Pascal Lemal, Bélgica |

| 31 Janeiro 2014 | Croácia                                  | 3 - 3  | República Checa                       | Lotto Arena, Antuérpia         |
| 18:30           | Jelovčić 13' · Marinović 15' · Capar 38' | Report | Novotný 8' · R. Mareš 20' · Belej 23' | Árbitro: Ivan Shabanov, Rússia |

| 2 Fevereiro 2014 | República Checa | 1-8    | Espanha | Lotto Arena, Antuérpia           |
| 20:45            | Belej 26'       | Report | Fernandão 6', 22' · Sergio Lozano 19' (pen.), 36' · Ortiz 24' · José Ruiz 32' · Raúl Campos 34' · Pola 37' | Árbitro: Bogdan Sorescu, Roménia |

## Fase final
|  | Quartos de Final | Quartos de Final |                |         | Meias Finais   | Meias Finais   |  |  | Final          | Final |
|  |                  |                  |                |         |                |                |  |  |                |       |
|  | 3 de fevereiro   |                  |                |         |                |                |  |  |                |       |
|  |                  |                  |                |         |                |                |  |  |                |       |
|  | Ucrânia          | 1                |                |         |                |                |  |  |                |       |
|  | Ucrânia          | 1                | 6 de fevereiro |         |                |                |  |  |                |       |
|  | Portugal         | 2                |                |         |                |                |  |  |                |       |
|  | Portugal         | 2                | Portugal       | 3       |                |                |  |  |                |       |
|  | 4 de fevereiro   |                  | Portugal       | 3       |                |                |  |  |                |       |
|  |                  | Itália           | 4              |         |                |                |  |  |                |       |
|  | Itália           | Itália           | 4              | 2       |                |                |  |  |                |       |
|  | Itália           |                  | 8 de fevereiro | 2       |                |                |  |  |                |       |
|  | Croácia          | 1                |                |         |                |                |  |  |                |       |
|  | Croácia          | 1                | Itália         | 3       |                |                |  |  |                |       |
|  | 3 de fevereiro   |                  | Itália         | 3       |                |                |  |  |                |       |
|  |                  | Rússia           | 1              |         |                |                |  |  |                |       |
|  | Romênia          | Rússia           | 1              | 0       |                |                |  |  |                |       |
|  | Romênia          | 6 de fevereiro   |                | 0       |                |                |  |  |                |       |
|  | Rússia           | 6                |                |         |                |                |  |  |                |       |
|  | Rússia           | 6                | Rússia(pro)    | 4       | Terceiro lugar | Terceiro lugar |  |  |                |       |
|  | 4 de fevereiro   |                  | Rússia(pro)    | 4       | Terceiro lugar | Terceiro lugar |  |  |                |       |
|  |                  | Espanha          | 3              |         |                |                |  |  |                |       |
|  | Eslovênia        | Espanha          | 3              | 0       | Portugal       | 4              |  |  |                |       |
|  | Eslovênia        |                  |                | 0       | Portugal       | 4              |  |  |                |       |
|  | Espanha          | 4                |                | Espanha | 8              |                |  |  |                |       |
|  | Espanha          | 4                |                |         | 8              |                |  |  |                |       |
|  |                  |                  |                |         |                |                |  |  | 8 de fevereiro |       |
|  |                  |                  |                |         |                |                |  |  |                |       |

### Quartos de final
| 3 Fevereiro 2014 | Ucrânia     | 1 - 2  | Portugal         | Sportpaleis, Antuérpia          |
| 18:00            | Valenko 12' | Report | Cardinal 3', 23' | Árbitro: Balázs Farkas, Hungria |

| 3 Fevereiro 2014 | Romênia | 0 - 6  | Rússia                                                              | Sportpaleis, Antuérpia          |
| 20:30            |         | Report | Robinho 3' · Shayakhmetov 8' · Eder Lima 9', 16', 37' · Sergeev 34' | Árbitro: Borut Šivic, Eslovênia |

| 4 Fevereiro 2014 | Itália                  | 2 - 1  | Croácia     | Sportpaleis, Antuérpia                         |
| 18:00            | Romano 1' · Fortino 10' | Report | Jelovčić 7' | Árbitro: Fernando Gutiérrez Lumbreras, Espanha |

| 4 Fevereiro 2014 | Eslovênia | 0-4    | Espanha                                          | Sportpaleis, Antuérpia             |
| 20:30            |           | Report | Fernandão 11' · Rafa Usín 17' · Aicardo 36', 39' | Árbitro: Alessandro Malfer, Itália |

### Meias finais
| 6 Fevereiro 2014 | Portugal                                                | 3 - 4  | Itália                                          | Sportpaleis, Antuérpia                 |
| 18:00            | Ricardinho 13' · Arnaldo Pereira 18' · Joel Queirós 34' | Report | Gabriel Lima 1', 30' · Romano 22' · Fortino 34' | Árbitro: Ondřej Černý, República Checa |

| 6 Fevereiro 2014 | Rússia                                             | 4-3 (pro (3-3)) | Espanha                                 | Sportpaleis, Antuérpia       |
| 20:30            | Sergeev 22' · Lyskov 26' · Fukin 26' · Robinho 49' | Report          | Pola 16' · Rafa Usín 26' · Miguelín 38' | Árbitro: Saša Tomić, Croácia |

### 3º/4º lugar
| 8 Fevereiro 2014 | Portugal                                           | 4-8    | Espanha                                                                                       | Sportpaleis, Antuérpia               |
| 18:00            | Ricardinho 8' · Cary 12' · Costa 26' · Queirós 36' | Report | Fernandão 6' 38' · Ruiz 7' · Lozano 7' · Miguelín 17' · Rafa Usín 18' · Campos 20' · Pola 40' | Árbitro: Alessandro Malfer, (Itália) |

### Final
| 8 Fevereiro 2014 | Itália                                     | 3-1    | Rússia        | Sportpaleis, Antuérpia                          |
| 20:30            | Gabriel Lima 7' · Murilo 14' · Giasson 19' | Report | Eder Lima 10' | Árbitro: Fernando Gutiérrez Lumbreras (Espanha) |

## Classificação final
| Ranking | Seleção         |
| ------- | --------------- |
|         | Itália          |
|         | Rússia          |
|         | Espanha         |
| 4       | Portugal        |
| 5       | Ucrânia         |
| 6       | Romênia         |
| 7       | Eslovênia       |
| 8       | Croácia         |
| 9       | Azerbaijão      |
| 10      | Bélgica         |
| 11      | República Checa |
| 12      | Países Baixos   |

| Campeonato Europeu de Futsal de 2014 |
| ------------------------------------ |
| Itália 2º Título                     |